# William Satch
William Satch, född den 9 juni 1989 i Henley-on-Thames i England, är en brittisk roddare.
Han tog OS-brons i tvåa utan styrman i samband med de olympiska roddtävlingarna 2012 i London.
Vid de olympiska roddtävlingarna 2016 i Rio de Janeiro tog han guld i åtta med styrman.